# Морбењо (Сондрио)
Морбењо (итал. Morbegno) је насеље у Италији у округу Сондрио, региону Ломбардија.
Према процени из 2011. у насељу је живело 10472 становника. Насеље се налази на надморској висини од 241 м.

## Становништво
Према резултатима пописа становништва 2011. у општини је живело 11.786 становника.
| 1931. | 1936. | 1951. | 1961. | 1971. | 1981.  | 1991.  | 2001.  | 2011.  |
| ----- | ----- | ----- | ----- | ----- | ------ | ------ | ------ | ------ |
| 5.907 | 5.988 | 6.752 | 7.531 | 8.831 | 10.124 | 10.765 | 11.087 | 11.786 |

## Партнерски градови
- Llanberis